# Cantone di Montreuil-Bellay
Il Cantone di Montreuil-Bellay è una divisione amministrativa soppressa dell'arrondissement di Saumur.
A seguito della riforma approvata con decreto del 24 febbraio 2014, che ha avuto attuazione dopo le elezioni dipartimentali del 2015, dall'aprile 2015 tutti i suoi 13 comuni sono stati accorpati al Cantone di Doué-la-Fontaine.
Comprendeva i comuni di:
- Antoigné
- Brézé
- Brossay
- Cizay-la-Madeleine
- Le Coudray-Macouard
- Courchamps
- Épieds
- Montreuil-Bellay
- Le Puy-Notre-Dame
- Saint-Cyr-en-Bourg
- Saint-Just-sur-Dive
- Saint-Macaire-du-Bois
- Vaudelnay